# Josep Maria Pericas
Josep Maria Pericas i Morros (Vich, 1881 - Barcelona, 1965) fue un arquitecto español. Titulado en 1906, recibió la influencia de Antoni Gaudí, así como de la arquitectura medieval y de la escuela vienesa. Pericas estuvo a caballo entre el modernismo y el novecentismo, con frecuentes referencias a la arquitectura popular catalana. En 1915 sucedió a Enric Sagnier i Villavecchia como arquitecto titular de la Basílica de Montserrat.
Entre sus obras destacan: la Casa Alòs, en Ripoll (1908); la Iglesia del Carmen, en Barcelona (1910); la Farmacia Espinós, en Barcelona (1911); la Casa de la Coromina, en Torelló (1920); la Casa Diagonal, en Barcelona (1920). En los años 1930 realizó un grupo de escuelas en Vic, con cierta influencia de Walter Gropius. En los años 1940 construyó edificios de cajas de pensiones en Sort, Viella y Lés, volviendo al estilo popular catalán.

## Obras principales
- Casa Anita Colomer, Vich (1906)
- Pabellón Mariano, de la exposición hispano-francesa de Zaragoza (1908)
- Monumento a Mossèn Cinto Verdaguer, Folgarolas (1908)
- Casa Dou, Vich (1908).
- Iglesia del Carmen, Barcelona (1909-1910).
- Farmàcia Espinós, Barcelona (1911).
- Casa Comella, Barcelona (1912).
- Monumento a Mosén Jacint Verdaguer, Barcelona (1913-1923), con los escultores Joan Borrell i Nicolau y los hermanos Miquel y Llucià Oslé.
- Clínica mental de Santa Coloma de Gramanet (1916-1924), con el arquitecto Rafel Masó.
- Sepulcro del obispo Torras i Bages, catedral de Vich (1917), con el escultor Joan Borrell i Nicolau.
- Santuario de Rocaprevera, Torelló (1923).
- Iglesia parroquia Vilalba Sasserra (1927).
- Panteón de Francesc Xavier Vergés Codinach, Torelló (1929).
- Proyecto y reforma de la Plaça Nova de Torelló (1929).
- Convento de las Josefinas, Vich (1930).
- Convento del Cor de Maria, Vich (1930).
- Reforma de la Casa Pujol, Torelló (años 40).
- Reconstrucción de la iglesia de Sant Pere de Vilamajor (1940).
- Reconstrucción de la iglesia de Santa María de Manlleu (1941-1945).
- Reconstrucción de la iglesia de Sant Andreu, Tona (1942).
- Iglesia nueva, Sau (1951).
- Reforma integral del edificio de la Caixa de Pensions, Torelló (1957).
- Reforma del Santuari de la Mare de Déu de Lourdes, Prats de Llusanés (1958).